# Каролінув (Вишковський повіт)
Каролінув (пол. Karolinów) — село в Польщі, у гміні Забродзе Вишковського повіту Мазовецького воєводства.
Населення — 51 особа (2011).
У 1975-1998 роках село належало до Остроленцького воєводства.

## Демографія
Демографічна структура станом на 31 березня 2011 року:
|          | Загалом | Допрацездатний вік | Працездатний вік | Постпрацездатний вік |
| -------- | ------- | ------------------ | ---------------- | -------------------- |
| Чоловіки | 29      | 4                  | 20               | 5                    |
| Жінки    | 22      | 1                  | 13               | 8                    |
| Разом    | 51      | 5                  | 33               | 13                   |